# Mapion
株式會社Mapion（日语：株式会社マピオン）是一家主要從事線上地圖檢索與地圖圖資授權的日本公司。公司總部設於東京都港區芝浦的Mapion，是1997年1月20日時由凸版印刷、東日本電信電話（NTT東日本，但實際上的背後出資主是關係企業NTT通訊）、電通、雅虎日本與夏普等幾家企業共同合資設立，以進軍正在啟蒙的線上地圖檢索市場。而除了自有的線上地圖檢索服務Mapion之外，雅虎日本所使用的圖資也是由該公司提供。
Mapion在1997年剛成立時原名日本電子地圖（CyberMap Japan Corp.），但2009年時將公司名稱與所提供的服務名稱統一，更改成目前名稱。至於「Mapion」這個字，則是「開放網路地圖資訊」（Map Information Open Network）的縮寫。

## 外部連結
- Mapion （页面存档备份，存于）（日語）